# Sergio Rossi (entrepreneur)
Pour les articles homonymes, voir Sergio Rossi (homonymie).
Sergio Rossi, né le 1er février 1923 à Turin en Italie, et mort le 26 décembre 2004, est un entrepreneur  et dirigeant sportif italien. Il était le président du Torino Football Club du 21 mai 1982 au 3 juin 1987.